# Rio Aratu
O rio Aratu é um rio brasileiro que banha a cidade de João Pessoa, capital do estado da Paraíba.

## Etimologia
O termo «aratu» provém do tupi ara'tu, que em português significa «barulho da queda» ou «o tombo de cima», e designa várias espécies de caranguejos, sobretudo o Goniopsis cruentata e o Aratus pisonii, os quais costumam subir nas árvores de manguezais.

## Bacia hidrográfica
O Aratu está localizado a sudeste do município pessoense, no bairro da Costa do Sol, e é um dos rios mais orientais das Américas, junto com o rio do Cabelo e Jacarapé. A bacia do Aratu banha uma área de 4,27 quilômetros quadrados e limita-se ao norte com a bacia do Cabelo, ao sul com a do Jacarapé, a oeste com a do Cuiá e a leste com o oceano Atlântico, no qual deságua.
Em sua bacia localiza-se a unidade de conservação Parque Estadual Mata do Aratu, voltada a preservar o rico ecossistema de manguezal.